# Hyapatia Lee
Hyapatia Lee (Indianapolis, 11 novembre 1960) è una scrittrice, ex attrice pornografica e musicista statunitense di origine cherokee.

## Biografia
Oltre ad essere stata una star dei film per adulti tra il 1983 e il 1993 (anno del suo ritiro dal settore), è una performer di talento nel campo della danza, della recitazione e della musica. Nel 1993 fu introdotta nella AVN Hall of Fame e nel 1994 fu ammessa anche nella XRCO Hall of Fame. Hyapatia ha partecipato alla più costosa (all'epoca) produzione della storia del cinema pornografico (il film in costume Ribald Tales of Canterbury, libero adattamento da Geoffrey Chaucer scritto dalla stessa attrice); in campo musicale tra l'altro ha pubblicato un 45 giri a proprio nome (Telephone Man) con la SRO Records e un album con la band W4IK (Double Euphoric) su etichetta E-Tsi Music, nel 1994.
Un altro gruppo rock capeggiato da Hyapatia aveva il nome di Vision Quest; inoltre, Hyapatia ha partecipato al CD compilation Porn to Rock, in cui ogni brano vede perlomeno la collaborazione di un personaggio del mondo della pornografia. Attualmente si dedica principalmente al teatro. Double Euphoric è stato ristampato a settembre 2010 in formato CD e mp3.
Lee è inoltre editorialista online per la rivista High Times. Nel 1993 co-scrisse un fumetto autobiografico insieme a Jay Allen Sanford, Carnal Comics: Hyapatia Lee, che racconta la sua vita attraverso illustrazioni di Louis Small Jr., disegnatore di Vampirella. Apparve anche nel fumetto Triple-X Cinema: A Cartoon History distribuito dalla Carnal Comics. Nel 2000 ha pubblicato la sua autobiografia, The Secret Life of Hyapatia Lee. Nel 2016 ha pubblicato il libro Native Strength – The First Step on the Path to an Indomitable Life.

## Riconoscimenti
- AVN Awards
  - 1991 – Best Actress - Film per Masseuse 1[7]
  - 1993 – Hall of Fame[8]
- XRCO Award
  - 1994 – Hall of Fame[9]

## Filmografia

### Attrice
- Body Girls (1983)
- Hustler Video Magazine 1 (1983)
- Let's Get Physical (1983)
- Naughty Girls Need Love Too (1983)
- Sweet Young Foxes (1983)
- Young Like It Hot (1983)
- Critic's Choice 2 (1984)
- Eighth Erotic Film Festifal (1984)
- Swedish Erotica 52 (1984)
- Ribald Tales of Canterbury (1985)
- Tasty (1985)
- Adult Video News Magazine 1 (1986)
- Hyapatia Lee's Secret Dreams (1986)
- Hyapatia Lee's Wild Wild West (1986)
- Red Garter (1986)
- Sex Game (1986)
- Sweet Dreams (1986)
- Sweethearts (1986)
- Titty Committee (1986)
- Triple Header (1986)
- Barbara Dare's Prime Choice (1987)
- Hyapatia Lee's Sexy (1987)
- Insatiable Hyapatia Lee (1987)
- Rockin' Erotica (1987)
- Hyapatia Lee's Arcade Series 1 (1988)
- Hyapatia Lee's Arcade Series 2 (1988)
- Monumental Knockers 7 (1988)
- Saddletramp (1988)
- Bratgirl (1989)
- Girls Who Love Girls 18 (1989)
- I Do (1989)
- Legends of Porn 2 (1989)
- One Wife To Give (1989)
- Sleeping Beauty Aroused (1989)
- Triangle (1989)
- True Confessions Of Hyapatia Lee (1989)
- Uniform Behavior (1989)
- Women Who Love Girls (1989)
- Heavenly Hyapatia (1990)
- I Do 2 (1990)
- Landlady (1990)
- Lust In The Woods (1990)
- Masseuse 1 (1990)
- Taste of Hyapatia (1990)
- Tori Tori Tori Girl/girl Hits (1990)
- Adult Video News Awards 1991 (1991)
- Dark Star (1991)
- Enchantress (1991)
- Get Off With Hyapatia Lee (1991)
- Hyapatia Lee's Best All-Girl Scenes (1991)
- Hyapatia Lee's Best Boy/Girl Scenes (1991)
- I Do 3 (1991)
- Indian Summer (1991)
- Indian Summer 2: Sandstorm (1991)
- Love Letters (1991)
- Postcards From Abroad (1991)
- Quodoushka (1991)
- Two Girls for Every Guy 1 (1991)
- Adult Video News Awards 1992 (1992)
- Crazed 1 (1992)
- Crazed 2 (1992)
- Humongous Squirting Knockers 1 (1992)
- Hyapatia Lee's Great Girl/Girl Scenes (1992)
- Made in Japan (1992)
- Savannah Superstar (1992)
- Slow Dancing (1992)
- Swedish Erotica Hard 5 (1992)
- Telesex (1992)
- Wet Sex 4 (1992)
- Adam And Eve's Guide to G-spot Orgasm (1993)
- Adult Video News Awards 1993 (1993)
- Burgundy Blues (1993)
- Centerfold (1993)
- Deep Cover (1993)
- Fetish Fever (1993)
- Full Moon Bay (1993)
- Hyapatia Obsessed (1993)
- Love in the Great Outdoors: Hyapatia Lee (1993)
- Native Tongue (1993)
- Snakedance (1993)
- Truth Or Dare (1993)
- Hollywood Starlet Search (1994)
- Ashlyn Rising (1995)
- Forever Young (1995)
- Sex Stories (1996)
- Suburban Swingers 2 (1996)
- Debi Diamond: Up Close and Personal (2002)
- Deep Inside Hyapatia Lee (2002)
- Swedish Erotica 4Hr 19 (2003)
- Swedish Erotica 4Hr 24 (2003)
- Swedish Erotica 4Hr 7 (2003)
- Barbara Dare: Dirtiest Of Dare (2004)
- Golden Age of Porn: Hyapatia Lee (2004)
- Swedish Erotica 89 (2007)
- Swedish Erotica 91 (2007)
- Debi Diamond: The Nasty Years (2010)

### Regista
- Native Tongue (1993)
- Snakedance (1993)

## Opere
- The Secret Life of Hyapatia Lee (2000)
- Native Strength – The First Step on the Path to an Indomitable Life (2016)